# Ксантос
Ксантос (грч. Ξανθος, лат. Xanthus) је древни град у југозападној Анатолији, престоница античке провинције Ликије, код савременог места Киник у Турској. Ксантос је име добио по истоименој реци Ксантос која пролази кроз град, а која своје име дугује својој жутој боји (грчки: Ксантхос значи „жуто") од алувијалног тла долине. Ксантос је у неким античким изворима често поистећиван с целом покрајином Ликијом.
Ксантос је због јединственог споја ликијска традиције и хеленистичких утицаја, нарочито видљивог у погребној архитектури и епиграфским натписима, уписан на УНЕСКО-в списак места Светске баштине у Азији и Океанији 1988. године.

## Историја
Према грчкој легенди, река Ксантос је настала порођајним трзајима Лете, мајке близанаца Аполона и Артемиде.
Ксантос спомињу бројни грчки историчари. Херодот наводи како су одатле Ликијци, као један од „народа са мора“ око 1200. п. н. е. напали Хетитско краљевство, али и то да су Ликијци пореклом с Крита, а да су у Ликију дошли током Тројанског рата. Апијан и Херодот наводе како га је Харпагус освојио у име Персијског царства 540. п. н. е.. Према предаји Ликијци су након неуспешне одбране опседнутог града уништили своју акрополу и усмртили своје породице, те извршили самоубулачки противнапад против надмоћније персијске војске у коме су сви погинули. Осим око 80 породица које су се затекле изван града.
За време персијске власти град је напредовао и већ 520. п. н. е. је ковао свој новац, а 516. п. н. е. је уврштен на списак градова који су плаћали данак Дарију I. Просперитет Ксантоса најуочљивији је у његовим раскошним гробницама попут „Пајавине гробнице“ и још славнијег „Нерејидског споменика“ које су у потпуности реконструисане у Британском музеју у Лондон у Нерејидин споменик је директно инспирисао Маузолеј у Халикарнасу, једно од седам светских чуда антике. Тада је изграђен и Летон, светиште 8 км од Ксантоса.
Како је град неколико пута мењао стране у Грчко-персијским ратовима, уништен је око 475.-470. п. н. е. Град је обновљен крајем 5. века п. н. е. када га осваја оближњи полис Телмесос.
Аријан је описао мирну предају Ксантоса Александру Великом, док Апијан наводи да је град био опљачкан. Након Александрове смрти град је мењао власнике. Диодор са Сицилије наводи како га је Птолемеј I Сотер освојио од Антигон I Монофталмоса. Апијан, Дион Касије и Плутарх наводе како га је Марко Јуније Брут уништио током рата против Цезарових убица, око 42. п. н. е., а да га је Марко Антоније обновио. Из римског периода су пронађени остаци римског позоришта, а Маринос је навео да је у каснијем периоду античком постојала и граматичка школа. Некад је код данашњег села Кемера постојао и римски мост преко реке Ксантос, дуг преко 500 метара, од којег су остали само остаци три сегментна лука, најстарија на свету.
Град је још био насељен у византијском добу, када је изграђено и неколико базилика, међутим, у 7. веку Арапи су га запалили и разорили. Од 1838. до 1844. године Британци су вршили многобројна археолошка ископавања а пронађене уметнине смештене сз у Британски музеј.
- Сфинга заштитница из некрополе у Ксантосу
- Пајавина гробница
- Нередијска гробница
- Остаци римског моста